# Campionato sudamericano femminile di calcio 2003
Il Campionato sudamericano femminile di calcio 2003 (in spagnolo Sudamericano Femenino 2003) si disputò dal 9 al 27 aprile 2003 per la prima volta in Perù.
Originariamente la competizione era prevista dal 5 al 16 aprile 2002 in Córdoba, Argentina. Successivamente fu poi posticipata e collocata nella capitale peruviana di Lima. 
Il torneo fu vinto per la quarta volta consecutiva dal Brasile che insieme all'Argentina si guadagnano l'accesso al Campionato mondiale femminile di calcio 2003.

## Partecipanti
Partecipano al torneo le 10 associazioni nazionali affiliate alla Confederación sudamericana de Fútbol (CONMEBOL): 
| - Argentina - Bolivia - Brasile - Cile - Colombia |  | - Ecuador - Paraguay - Perù - Uruguay - Venezuela |

## Città e Stadi
Per le 15 gare del torneo sono state scelte tre locazioni:
| Paese     | Città | Stadio                             | Posti  |
| --------- | ----- | ---------------------------------- | ------ |
| Argentina | Salta | Estadio Padre Ernesto Martearena   | 20,408 |
| Ecuador   | Loja  | Estadio Federativo Reina del Cisne | 14,935 |
| Perù      | Lima  | Estadio Monumental "U"             | 80,093 |

## Fase a gironi

### Gruppo A

#### Classifica
| Pos. | Squadra | Pt | G | V | N | P | GF | GS | DR |
| ---- | ------- | -- | - | - | - | - | -- | -- | -- |
| 1.   | Perù    | 6  | 2 | 2 | 0 | 0 | 5  | 2  | +3 |
| 2.   | Bolivia | 3  | 2 | 1 | 0 | 1 | 8  | 4  | +4 |
| 3.   | Cile    | 0  | 2 | 0 | 0 | 2 | 2  | 9  | -7 |

#### Risultati
| Arbitro: | María García |

|                                  |           |              |
| Salinas 18’, 70’ (rig.) Mori 55’ | Marcatori | 34’ Zamorano |

| Arbitro: | Marisela Contreras |

|                                                                     |           |                   |
| Zamorano 13’, 20’, 43’ Moreno 54’ E.Pérez 56’ S.Pérez 62’ Urgel 77’ | Marcatori | 90’ (rig.) Galvez |

| Arbitro: | Suell Tortura |

|                          |           |            |
| Bosmans 51’ Veruzhka 80’ | Marcatori | 44’ Castro |

## Gruppo B

### Classifica
| Pos. | Squadra   | Pt | G | V | N | P | GF | GS | DR  |
| ---- | --------- | -- | - | - | - | - | -- | -- | --- |
| 1.   | Colombia  | 4  | 2 | 1 | 1 | 0 | 9  | 1  | +8  |
| 2.   | Ecuador   | 4  | 2 | 1 | 1 | 0 | 3  | 1  | +2  |
| 3.   | Venezuela | 0  | 2 | 0 | 0 | 2 | 0  | 10 | -10 |

### Risultati
| Arbitro: | Cándida Colque |

|                 |           |  |
| Villón 71’, 90’ | Marcatori |  |

| Arbitro: | Florencia Romano |

|                                                                                    |           |  |
| Valencia 10’, 86’ Imbachi 33’ Miranda 49’ Garzón 58’, 59’ Gutiérrez 80’ Munera 90’ | Marcatori |  |

| Arbitro: | Patricia da Silva |

|           |           |              |
| Campi 45’ | Marcatori | 46’ Valencia |

## Gruppo C

### Classifica
| Pos. | Squadra   | Pt | G | V | N | P | GF | GS | DR  |
| ---- | --------- | -- | - | - | - | - | -- | -- | --- |
| 1.   | Argentina | 6  | 2 | 2 | 0 | 0 | 11 | 0  | +11 |
| 2.   | Paraguay  | 3  | 2 | 1 | 0 | 1 | 3  | 4  | -1  |
| 3.   | Uruguay   | 0  | 2 | 0 | 0 | 2 | 1  | 11 | -10 |

### Risultati
| Arbitro: | María Alvarado |

|                             |           |  |
| Jiménez 41’ Medina 65’, 72’ | Marcatori |  |

| Arbitro: | Riabel Trujillo |

|           |           |                                |
| Lemos 27’ | Marcatori | 11’ Agüero 56’ Rodas 72’ Román |

| Arbitro: | Silvia Oliveira |

|                                                                         |           |  |
| Jiménez 5’ Gatti 32’ Alvariza 35’ (rig.), 79’ Medina 46’, 49’, 51’, 81’ | Marcatori |  |

## Girone finale

### Classifica
| Pos. | Squadra   | Pt | G | V | N | P | GF | GS | DR  |
| ---- | --------- | -- | - | - | - | - | -- | -- | --- |
| 1.   | Brasile   | 9  | 3 | 3 | 0 | 0 | 18 | 2  | +16 |
| 2.   | Argentina | 4  | 3 | 1 | 1 | 1 | 6  | 6  | 0   |
| 3.   | Colombia  | 3  | 3 | 1 | 0 | 2 | 3  | 15 | -12 |
| 4.   | Perù      | 1  | 3 | 0 | 1 | 2 | 1  | 5  | -4  |

#### Risultati
| Arbitro: | Patricia da Silva |

|                                 |           |                       |
| Kátia 1’ Pretinha 7’ Rosana 54’ | Marcatori | 49’ Gatti 71’ Almeida |

| Arbitro: | Cándida Colque |

|  |           |              |
|  | Marcatori | 18’ Valencia |

| Arbitro: | Marisela Contreras |

|                         |           |                                  |
| Ordóñez 5’ Valencia 33’ | Marcatori | 25’ Gómez 43’ Alvariza 71’ Gerez |

| Arbitro: | María Teresa Alvarado |

|                                    |           |  |
| Formiga 18’ Pretinha 30’ Marta 53’ | Marcatori |  |

| Arbitro: | Marisela Contreras |

| |           |  |
| Pretinha 7’, 15’ Formiga 22’ Marta 34’, 50’, 70’ (rig.) Kátia 42’, 44’, 74’, 82’, 89’ Cristiane 80’ | Marcatori |  |

| Arbitro: | Patricia da Silva |

|           |           |            |
| Dávila 7’ | Marcatori | 88’ Medina |

## Classifica marcatrici
7 reti
- Marisol Medina

6 reti
- Kátia

5 reti
- Sandra Valencia

4 reti
- Maitté Miozotty Zamorano
- Marta
- Pretinha

3 reti
- Karina Alvariza

2 reti
- Natalia Gatti
- Alejandra Jiménez
- Formiga
- Ángela Garzón
- Wendy Villón
- Olienka Salinas

1 rete
- Analía Almeida
- Marisa Gerez
- Rosana Gómez
- Deisy Moreno
- Elisabeth Pérez
- Shirley Pérez
- María Teresa Urgel
- Cristiane
- Rosana
- María Castro
- Angelina Galvez
- Claudia Gutiérrez
- Nelia Imbachi
- Sonia Miranda
- Paulina Munera
- Leidy Ordóñez
- Gretel Campi
- Francisca Agüero
- Nadia Rodas
- Rossana Román
- Lorena Bosmans
- Adriana Dávila
- Martha Mori
- Miryam Veruzhka
- Gessika Lemos